# Arquebisbat de Lviv
L'arquebisbat de Lviv (ucraïnès:  Льві́вська архидієце́зія, llatí: Archidioecesis Leopolitana Latinorum) és una seu metropolitana de l'Església Catòlica a Ucraïna. Al 2013 tenia 138.000 batejats sobre una població de 4.499.000 habitants. Actualment està regida per l'arquebisbe Mieczysław Mokrzycki.

## Territori
L'arxidiòcesi s'estén sobre un territori de 68.000 km² i comprèn els oblasts de Txernivtsí, Ivano-Frankivsk, Lviv i Ternòpil.
La seu arxiepiscopal és la ciutat de Lviv, on es troba la catedral de l'Assumpció de Maria Verge.
El territori està dividit en 278 parròquies.

## Història
L'arxidiòcesi de Lviv va ser erigida el 28 d'agost de 1412 amb la butlla In eminenti specula de l'antipapa Joan XXIII, després del trasllat de la seu arxiepiscopal de Halyč, que havia estat erigida vers el 1361 i havia estat erigida al rang d'arxidiòcesi metropolitana el 1375.
El 28 d'octubre de 1925, amb la butlla Vixdum Poloniae unitas del Papa Pius XI, es reorganitzaren les circumscripcions eclesiàstiques poloneses de ritu llatí: l'arxidiòcesi de Lviv passà a tenir com a sufragànies les diòcesis de Przemyśl i di Lutsk.
El 5 de juny de 1930 l'arxidiòcesi cedí el territori de la Bucovina romanesa a la diòcesi d'Iași.
El Papa Joan Pau II viatjà a l'arxidiòcesi al juny de 2001.

## Cronologia episcopal

### Bisbes de Halyč
- Krystyn z Ostrowa, O.F.M. † (1364 - 1371 mort)
- Antoni † (1371 - 1375 renuncià)
- Maciej z Egeru † (de gener de 1376 - 1380 mort)
- Bernard, O.F.M. † (1385 - 1391 mort)
- Beat Jakub Strzemię, O.F.M. † (28 d'octubre de 1392 - 20 d'octubre de 1409 mort)
- Mikołaj Trąba † (18 de juny de 1410 - 30 d'abril de 1412 nomenat arquebisbe de Gniezno)
- Jan Rzeszowski † (26 d'agost de 1412 - 23 de desembre de 1414 nomenat arquebisbe de Lviv)

### Bisbes de Lviv
- Konrad † (? - ? mort)
- Jerzy Eberhardi, O.F.M. † (16 de març de 1390 - ? mort)
- Herman Wytkind, O.P. † (7 de gener de 1401 - ?)
- Jan Rzeszowski † (23 de desembre de 1414 - 12 d'agost de 1436 mort)
- Jan Odrowąż † (25 de febrer de 1437 - de setembre de 1450 mort)
- Grzegorz z Sanoka † (17 de març de 1451 - 29 de gener de 1477 mort)
  - Jan Długosz † (2 de juny de 1480, 19 de maig de 1480 mort) (arquebisbe elegit pòstumament)
- Jan Strzelecki † (9 de maig de 1481 - 26 d'agost de 1493 mort)
- Andrzej Boryszewski † (1493[1] - 18 de desembre de 1503 nomenat arquebisbe de Gniezno)
- Bernard Wilczek † (28 d'abril de 1505 - 1540 mort)
- Piotr Starzechowski † (31 de maig de 1540 - 1 d'abril de 1554 mort)
- Feliks Ligęza † (7 de gener de 1555 - 26 de gener de 1560 mort)
- Paweł Tarło † (15 de gener de 1561 - 21 de maig de 1565 mort)
- Stanisław Słomowski † (7 de setembre de 1565 - 22 de setembre de 1575 mort)
- Jan Sieniński † (10 de desembre de 1576 - 1582 mort)
- Jan Dymitr Solikowski † (28 de març de 1583 - 27 de juny de 1603 mort)
- Jan Zamoyski, O.Cist. † (4 de febrer de 1604 - 30 de març de 1614 mort)
- Jan Andrzej Próchnicki † (24 de novembre de 1614 - 13 de maig de 1633 mort)
- Stanisław Grochowski † (19 de desembre de 1633 - 1 de març de 1645 mort)
- Mikołaj Krosnowski † (12 de juny de 1645 - 26 de setembre de 1653 mort)
- Jan Tarnowski † (6 de juliol de 1654 - 24 d'agost de 1669 mort)
- Wojciech Koryciński † (30 de juny de 1670 - 27 de gener de 1677 mort)
- Konstanty Lipski † (17 de març de 1681 - 14 de març de 1698 mort)
- Konstanty Józef Zieliński † (30 de març de 1700 - 17 de febrer de 1709 mort)
- Mikołaj Popławski † (21 de juliol de 1710 - 7 de setembre de 1711 mort)
- Jan Skarbek † (30 de gener de 1713 - 2 de desembre de 1733 mort)
- Mikołaj Gerard Wyżycki † (6 de maig de 1737 - 7 d'abril de 1757 mort)
  - Mikołaj Dembowski † (26 de setembre de 1757 - 17 de novembre de 1757 mort) (arquebisbe electe)
- Władysław Aleksander Łubieński † (13 de març de 1758 - 9 d'abril de 1759 nomenat arquebisbe de Gniezno)
- Wacław Hieronim Sierakowski † (21 de juliol de 1760 - 28 de novembre de 1780 mort)
- Ferdynand Onufry Kicki † (28 de novembre de 1780 - 2 de febrer de 1797 mort)
- Kajetan Ignacy Kicki † (18 de desembre de 1797 - 16 de gener de 1812 mort)
- Andrzej Alojzy Ankwicz † (15 de març de 1815 - 30 de setembre de 1833 nomenat arquebisbe de Praga)
- Franz Xavier Luschin † (23 de juny de 1834 - 9 de gener de 1835 nomenat arquebisbe de Gorizia i Gradisca)
- Franciszek Pisztek (Pišték) † (1 de febrer de 1836 - 2 de febrer de 1846 mort)
  - Wacław Wilhelm Wacławiczek (Václavíček) † (17 de desembre de 1847 - de març de 1848 renuncià)[2] (arcivescovo eletto)
- Łukasz Baraniecki † (28 de setembre de 1849 - 30 de juny de 1858 mort)
- Franciszek Ksawery Wierzchleyski † (23 de març de 1860 - 17 d'abril de 1884 mort)
- Seweryn Morawski † (27 de març de 1885 - 2 de maig de 1900 mort)
- San Józef Bilczewski † (17 de desembre de 1900 - 20 de març de 1923 mort)
- Bolesław Twardowski † (3 d'agost de 1923 - 22 de novembre de 1945 mort)
- Eugeniusz Baziak † (22 de novembre de 1945 - 15 de juny de 1962 mort)
  - Sede vacante (1962-1991)
  - Jan Nowicki † (23 de març de 1968 - 14 d'agost de 1973 mort) (administrador apostòlic)
  - Marian Jozef Rechowicz † (31 de desembre de 1973 - 28 de setembre de 1983 mort) (administrador apostòlic)
  - Marian Jaworski (21 de maig de 1984 - 16 de gener de 1991 nomenat arquebisbe) (administrador apostòlic)
- Marian Jaworski (16 de gener de 1991 - 21 d'octubre de 2008 jubilat)
- Mieczysław Mokrzycki, des del 21 d'octubre de 2008

## Estadístiques
A finals del 2013, la diòcesi tenia 138.000 batejats sobre una població de 4.499.000 persones, equivalent al 3,1% del total.
| any  | població | població  | població | sacerdots | sacerdots       | sacerdots       | sacerdots             | diaques | religiosos | religiosos | parròquies |
| ---- | -------- | --------- | -------- | --------- | --------------- | --------------- | --------------------- | ------- | ---------- | ---------- | ---------- |
| any  | batejats | total     | %        | total     | clergat secular | clergat regular | batejats por sacerdot | diaques | homes      | dones      |            |
| 1950 | 987.800  | ?         | ?        | 1.036     | 757             | 279             | 953                   |         | 543        | 2.470      | 416        |
| 1970 | 77.732   | 78.209    | 99,4     | 73        | 68              | 5               | 1.064                 |         | 5          | 60         | 27         |
| 1980 | 81.000   | 83.000    | 97,6     | 72        | 66              | 6               | 1.125                 |         | 6          | 43         | 34         |
| 1990 | 77.283   | 77.648    | 99,5     | 72        | 72              |                 | 1.073                 |         |            | 38         | 39         |
| 1999 | 175.000  | 6.200.000 | 2,8      | 108       | 74              | 34              | 1.620                 | 1       | 62         | 77         | 235        |
| 2000 | 173.000  | 6.000.000 | 2,9      | 107       | 72              | 35              | 1.616                 | 1       | 68         | 90         | 239        |
| 2001 | 170.000  | 5.800.000 | 2,9      | 122       | 81              | 41              | 1.393                 | 1       | 78         | 98         | 242        |
| 2002 | 160.000  | 5.600.000 | 2,9      | 126       | 82              | 44              | 1.269                 | 1       | 68         | 102        | 253        |
| 2003 | 155.000  | 5.200.000 | 3,0      | 134       | 91              | 43              | 1.156                 | 1       | 76         | 109        | 262        |
| 2004 | 154.000  | 5.000.000 | 3,1      | 140       | 95              | 45              | 1.100                 | 1       | 80         | 135        | 271        |
| 2013 | 138.000  | 4.499.000 | 3,1      | 188       | 134             | 54              | 734                   |         | 73         | 136        | 278        |

## Note
1. ↑  Des del 23 de maig de 1488 arquebisbe coadjutor. El nom de la seva seu titular és desconegut. Cfr. Gams, p. 351 e Eubel, vol. 2, p. 176.
2. ↑  Mort el 18 de setembre de 1862 a Praga. Cfr. Eubel, vol. 8, p. 339.